# 约兰达·巴塔盖利
约兰达·巴塔盖利（1976年9月12日—），旧姓斯泰布洛夫尼克（Steblovnik）、切普拉克（Čeplak），斯洛文尼亚女子田径运动员。她曾代表斯洛文尼亚参加2000年和2004年夏季奥林匹克运动会田径比赛，其中2004年奥运会获得一枚铜牌。